# Лескеа многоплодная
Лескеа многоплодная (лат. Leskea polycarpa) — листостебельный мох семейства Лескеевые, вид рода Лескеа.

## Синонимы
- Hypnum medium Dicks., 1801
- Hypnum polycarpon (Hedw.) Hoffm. ex Müll. Hal., 1851basionym
- Leskea paludosa var. polycarpa (Hedw.) Hartm., 1838basionym
- Pterigynandrum medium (Dicks.) DC., 1805
- и др.

## Описание
Растение средних размеров, однодомное, не блестящее. Дерновинки мягкие, тёмно- или грязновато-зелёные. Стебель 2—5 см высоты, густо всесторонне облиственный. Листья односторонне отогнутые, яйцевидно-ланцетные, постепенно заострённые, с двумя складками в основании, с отвороченными одной или обеих сторон цельными краями; жилка заканчивается в верхушке листа. Спорофиты часто. Спороносит весной. Ножка до 1,2 см, красная. Коробочка 2,2—3,3 мм длины, светло-коричневая. Споры 11—13 мкм. Клетки листовой пластинки 10—25×6—10 мкм.

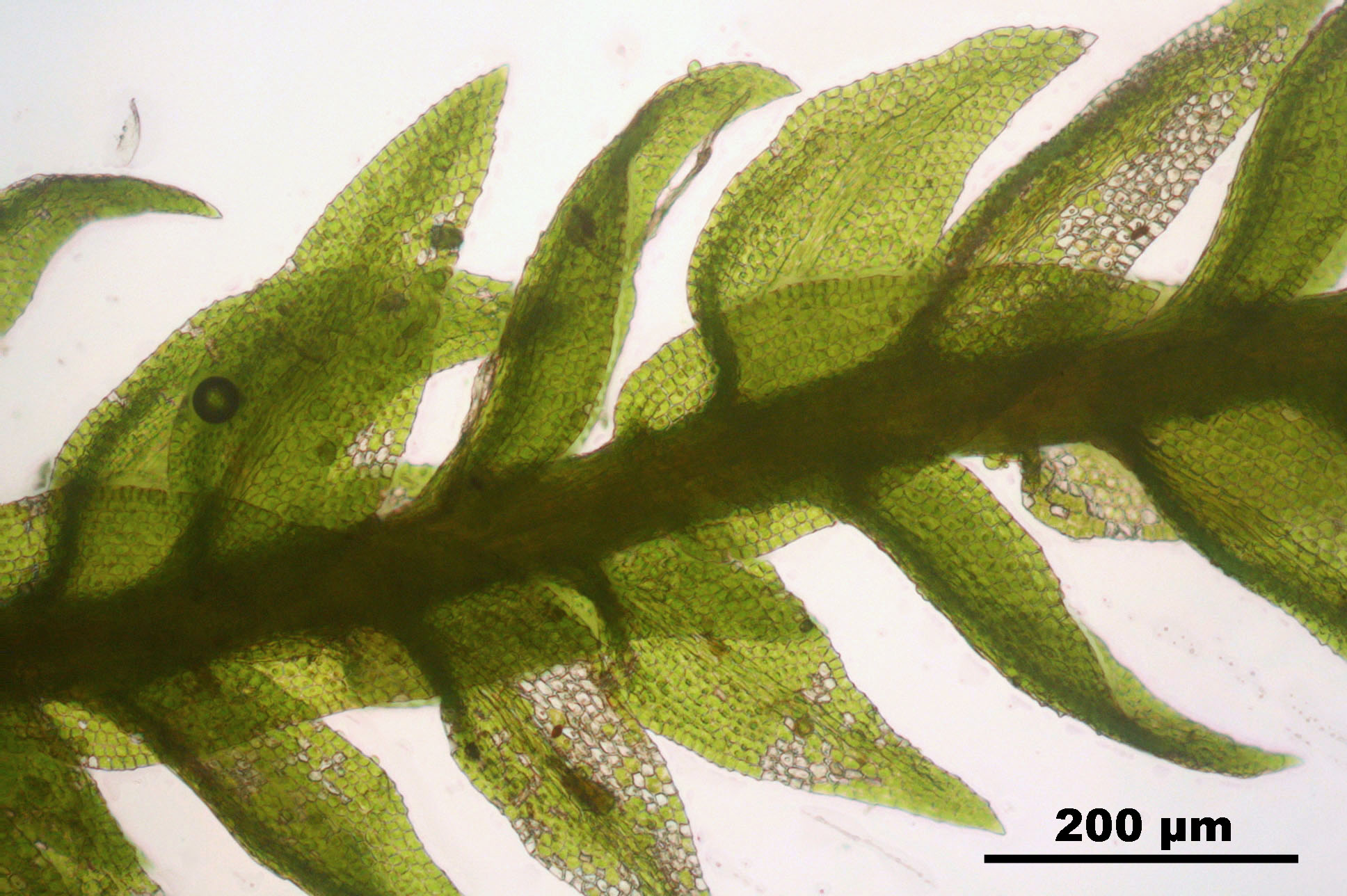
Часть побега
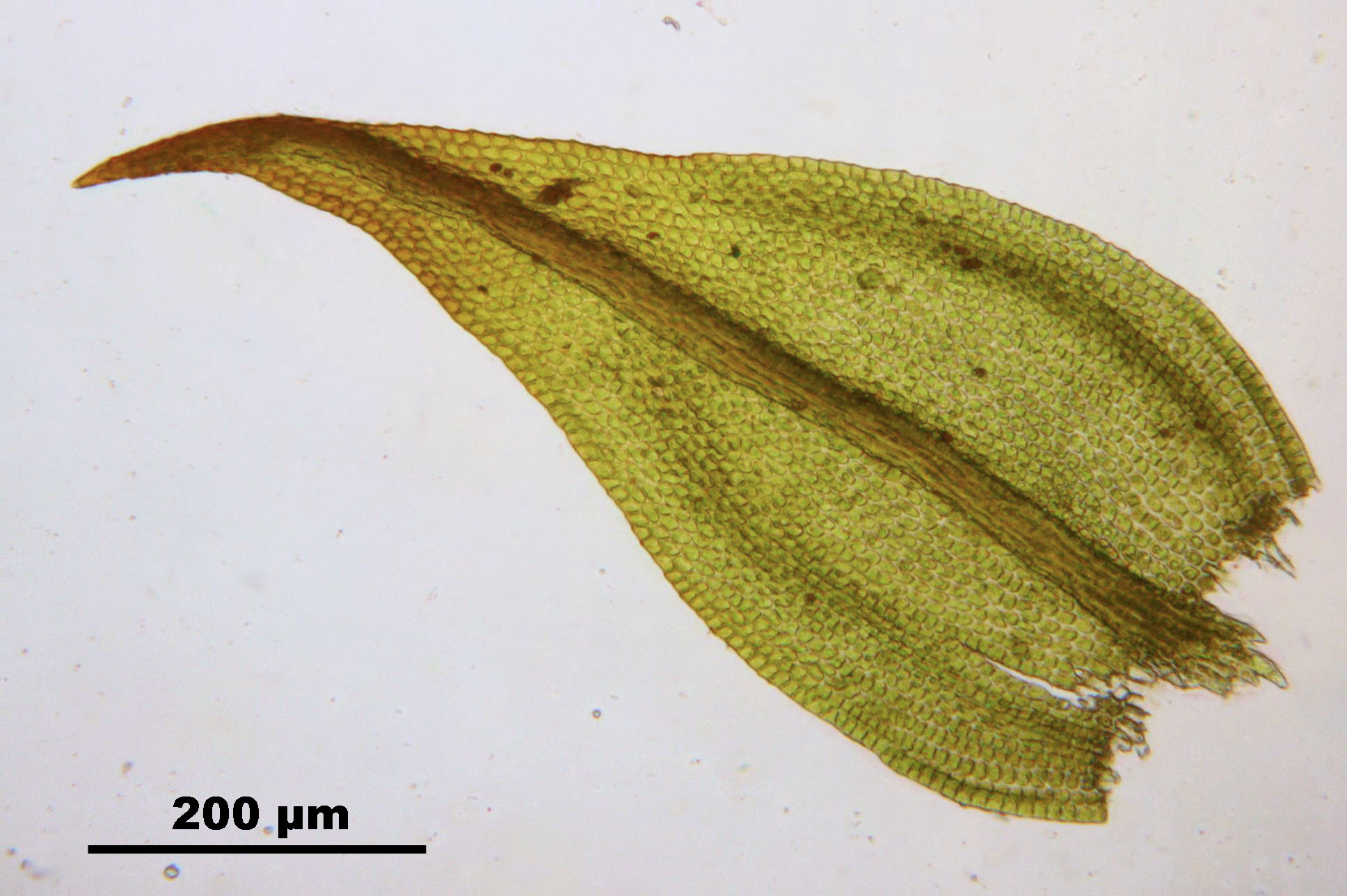
Лист
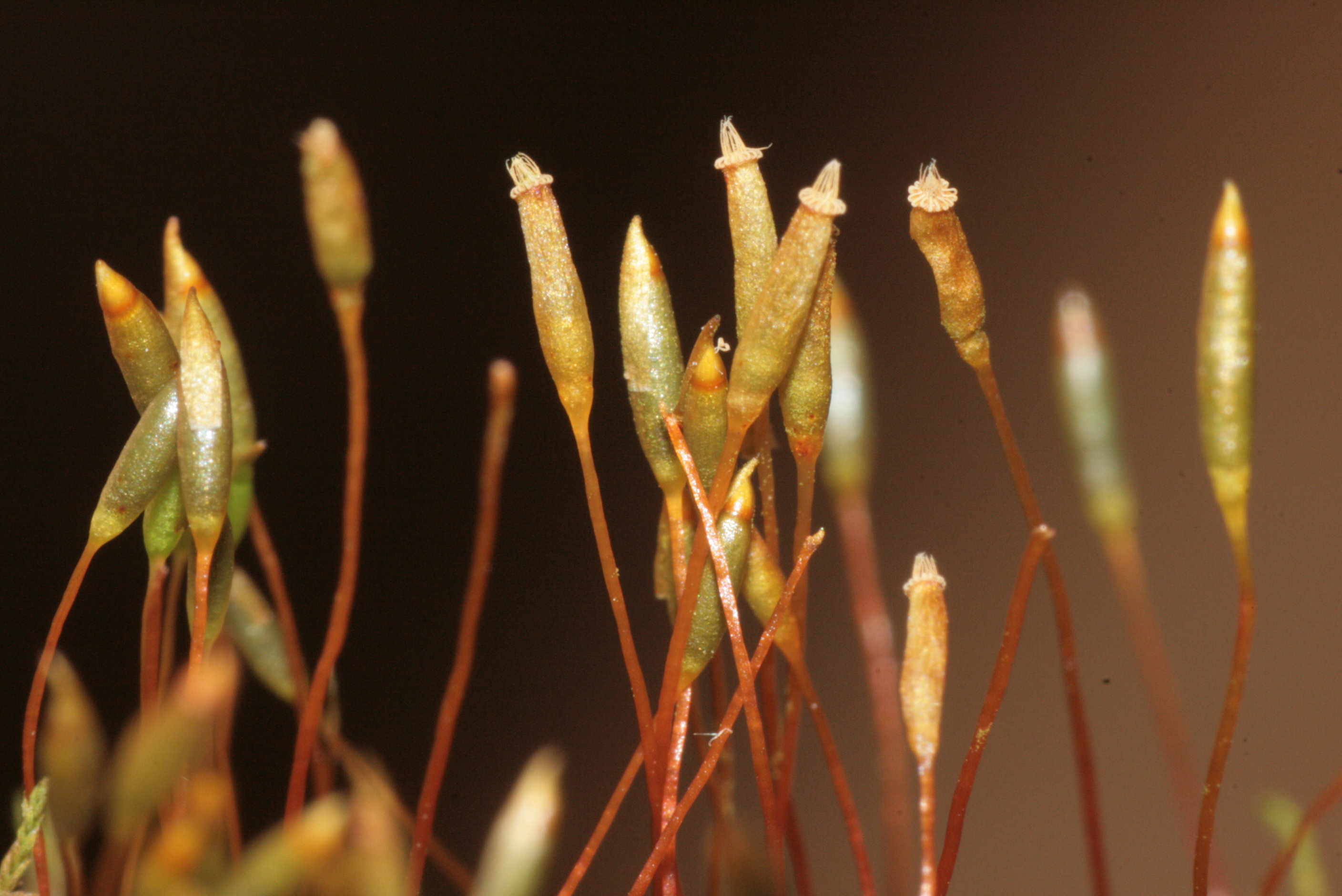
Спорофиты
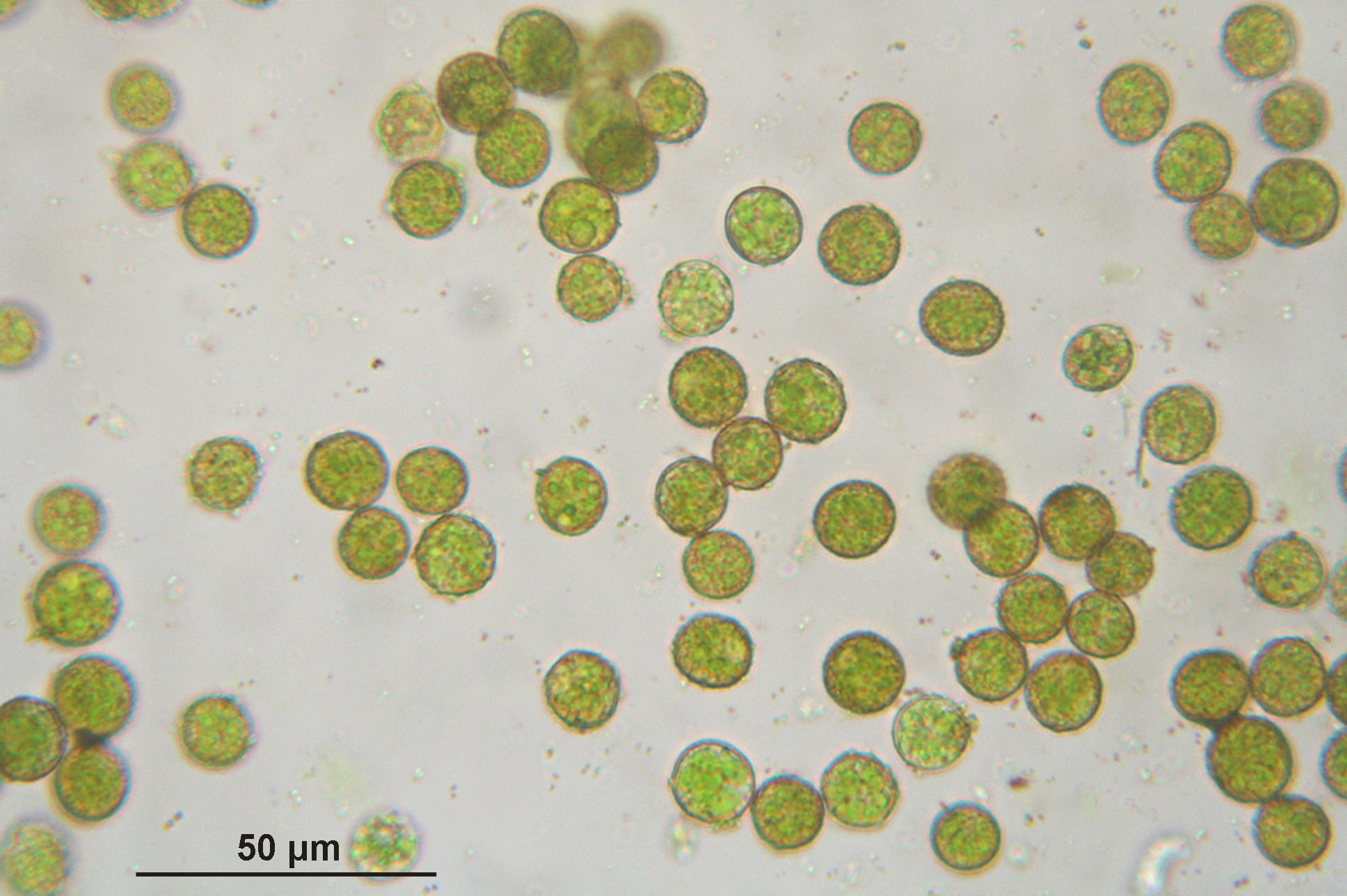
Микроскопическое изображение спор

## Среда обитания и распространение
Растёт преимущественно на ивах и тополях в поймах рек, также встречается на стволах широколиственных деревьев и камнях.
Широко распространённый вид в Северном полушарии. На территории России встречается повсеместно.

## Охранный статус
В России вид занесён в Красную книгу Мурманской области.